# Uzunargıt, Hazro
Uzunargıt là một xã thuộc huyện Hazro, tỉnh Diyarbakır, Thổ Nhĩ Kỳ. Dân số thời điểm năm 2008 là 108 người.